# Étienne Proux
Pour les articles homonymes, voir Proux.
Étienne Proux, né le 19 avril 1897 à Bordeaux et décédé le 24 avril 1983 à Toulouse, est un athlète français.

## Biographie
Aux Championnats de France d'athlétisme 1919, il remporte le titre national en saut en longueur sans élan et termine deuxième en saut en hauteur sans élan. Il est vice-champion de France de saut en longueur sans élan et de saut en hauteur sans élan l'année suivante. Il termine quatrième du triple saut des Championnats de France d'athlétisme 1922. Il dispute le concours du triple saut des 
Jeux olympiques d'été de 1920 à Anvers ; il est éliminé au stade des qualifications.